# Jazzo

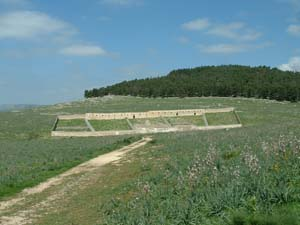
"Jazzo Pantano" di Gravina in Puglia, nel parco nazionale dell'Alta Murgia

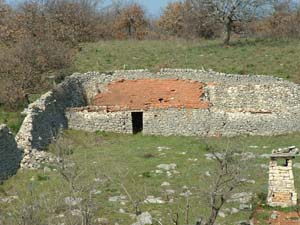
Particolare del mungituro di uno jazzo

Lo jazzo (o iazzo) è un particolare recinto per pecore di uso comune nel territorio della Puglia (soprattutto nella Murgia) e nelle aree limitrofe, costruito presso i tratturi e destinato al ricovero stagionale delle pecore che effettuavano la transumanza.
L'origine del nome jazzo è piuttosto incerta: potrebbe derivare dal latino iaceo, che significa giacere. L'etimologia deriverebbe dal fatto che queste strutture costituivano delle stazioni idonee a tutte le attività connesse alle soste dei pastori e delle greggi durante la transumanza.
È costruito generalmente in pendenza, per favorire la ventilazione e il deflusso delle acque e dei liquami. È caratterizzato anche dall'essere esposto a sud, per garantire il riparo dai freddi venti settentrionali, poiché i pascoli pugliesi erano utilizzati nella stagione fredda.
La struttura è costituita da un muro principale di recinzione, più alto e robusto, e da muretti minori che suddividono l'area interna in vari scomparti. La costruzione è in pietra a secco, ricavata sul posto dallo spietramento del suolo.
Un dettaglio interessante è la presenza dei paralupi, una specie di fregio lungo il coronamento superiore dell'alto muro perimetrale, costituito da una serie continua di lastre di pietra infisse orizzontalmente nella muratura, come una lunga mensola sporgente verso l'esterno. Questo espediente impediva l'accesso ad animali predatori capaci di arrampicarsi, come volpi, lupi e faine.
Alcuni jazzi sono dotati di locali coperti (detti casoni o lamioni), con volta in pietra o in travi di legno. Alcuni erano utilizzati per ricovero di animali e persone, altri per la lavorazione del latte. In questi ambienti si trovano anche alcuni grandi focolari, nei quali il latte appena munto veniva riscaldato per procedere alla cagliata e alla realizzazione dei tradizionali formaggi freschi, poiché in assenza di rapidi mezzi di trasporto il latte doveva necessariamente essere trasformato sul posto.
Presso molti jazzi si trova un'altra struttura caratteristica: il mungituro. È costituito da un piccolo corpo centrale, generalmente quadrangolare, fornito di due aperture contrapposte, comunicanti ognuna con un recinto esterno di forma circolare. Le pecore, radunate in uno dei due recinti, passavano nella costruzione centrale dove venivano sottoposte alla mungitura e successivamente raccolte nel recinto opposto.
Spesso gli jazzi erano associati a masserie, situati più o meno lontani dalle stesse, o a volte ad esse integrati.
Lungo i tratturi principali si trovano le poste, sorte soprattutto nei territori doganali di Andria, Ruvo, Minervino, Spinazzola e dell'intero Tavoliere. Anche tali edifici servivano per la sosta delle greggi, e in essi si espletavano le operazioni di conta dei capi ed esazione dei tributi.
Del tutto diversi erano i cosiddetti riposi, ossia i ricoveri temporanei situati lungo le grandi direttrici di marcia costituite dai tratturi e dai tratturelli.